# Lesbevoegdheid

## Nederlandse situatie
Een lesbevoegdheid is een wettelijk vereiste om als leerkracht in het Nederlandse basis- en voortgezet onderwijs les te kunnen geven. Deze lesbevoegdheid blijkt uit het wo- of hbo-diploma van een lerarenopleiding. Een lesbevoegdheid is in het voortgezet onderwijs altijd gekoppeld aan een bepaald vak, vandaar dat men spreekt van vakleerkrachten. De lesbevoegdheid legt vast voor welke vak de bezitter van het diploma voldaan heeft aan de bekwaamheidseisen. Er zijn 3 sets bekwaamheidseisen:
- voor het po
- voor het vmbo, de onderbouw havo en vwo, het praktijkonderwijs en bve (het tweedegraadsgebied)
- voor de bovenbouw van havo en vwo (het voorbereidend hoger onderwijs, vho)

Het systeem van bekwaamheidseisen is ingevoerd met de Wet op de beroepen in het onderwijs. Deze wet trad op 1 augustus 2006 in werking en bracht vooral wijzigingen aan in de WPO, WVO en de WEB.
Een eerstegraadsbevoegdheid is verplicht voor docenten in een vak in de bovenbouw van de havo en het vwo, een tweedegraadsbevoegdheid voor het vmbo, de onderbouw van havo en vwo en het mbo. Met een diploma van een Pedagogische Academie (pabo) kan men in Nederland aan het werk als bevoegd leerkracht op een basisschool. In tegenstelling tot wat vaak wordt aangenomen en in de praktijk ook in een behoefte voorziet geeft het pabo-diploma geen tweedegraadsbevoegdheid in de onderbouw van het vmbo, tenzij er uitsluitend les wordt gegeven aan LWOO-leerlingen in bepaalde vakken, zoals Nederlands en Engels. Wanneer het diploma Pedagogische Academie is behaald vóór 1985 is die bevoegdheid er wel voor het vak Nederlands.